# Església de Santa Maria de la Pau (Parioli)
L'Església de Santa Maria de la Pau al Parioli és l'església prelatícia de l'Opus Dei i està situada a Roma, concretament al barri de Pinciano, al carrer Bruno Buozzi.

## Descripció
A l'entrada de l'església hi ha una imatge de la Mare de Déu de l'escultor italià Sciancalepore. El quadre que dona nom a l'Església és un oli de Manolo Caballero.
L'interior de l'església imita les antigues esglésies cristianes de Roma, amb una nau principal de forma rectangular i mitges columnes laterals, la utilització de mosaics i l'estil en paleocristià de la cripta, que recorda les antigues catacombes de Roma. Entre la nau central de l'església i la cripta hi ha una petita capella, dedicada a la dormició de la Mare de Déu.
S'hi troba la pica baptismal on sant Josepmaria Escrivà de Balaguer fou batejat el 1902, que va ser un regal de la diòcesi de Barbastre.

## Enterraments
- A l'altar hi ha enterrat sant Josepmaria Escrivà de Balaguer (1902-1975), fundador de l'Opus Dei.[1]
- A la cripta hi ha enterrat monsenyor Àlvar del Portillo (1914-1994), primer successor de sant Josepmaría al capdavant de l'Opus Dei.[1]
- A la cripta el 2004 també s'hi va enterrar una de les primeres dones de l'Opus Dei, Dora del Hoyo (1914-2004).
- A la cripta inferior hi ha enterrada Carmen Escrivá, germana gran de sant Josepmaría, que no va era de l'Opus Dei però va ajudar tant com va poder.[3]